# Ланькао
Ланька́о (кит. упр. 兰考, пиньинь Lánkǎo) — уезд провинциального подчинения провинции Хэнань (КНР). Название уезда образовано из первых иероглифов ранее существовавших в этих местах уездов Ланьфэн и Каочэн.

## История
В древности западная часть уезда входила в состав царства Вэй, а восточная — в состав царства Дай, поэтому когда царство Цинь завоевало все прочие царства и создало первую в истории Китая централизованную империю, то эти две части оказались в разных административных единицах: в восточной части современного уезда Ланькао были созданы уезды Гусянь (谷县) и Хуансянь (黄县). После распада империи Цинь и образования империи Хань в западной части этих мест был создан уезд Дунхунь (东昏县), уезд Гусянь был переименован в Цзиян (济阳县), уезд Хуансянь — в Цзысянь (甾县). Во времена диктатуры Ван Мана уезд Дунхунь был переименован в Дунмин (东明县). При империи Восточная Хань уезд Цзиян был присоединён к уезду Цзысянь, а тот затем был переименован в Каочэн (考城县).
После того, как эти места были завоёваны чжурчжэнями и вошли в состав империи Цзинь, на месте уезда Дунмин были образованы уезды Ланьян (兰阳县) и Ифэн (仪封县). При империи Цин в 1825 году уезды Ланьян и Ифэн были объединены в уезд Ланьи (兰仪县). После восхождения на трон императора Пу И из-за практики табу на имена, чтобы избежать употребления входившего в личное имя императора иероглифа «и», уезд Ланьи был переименован в Ланьфэн (兰封县).
В 1949 году был создан Специальный район Чэньлю (陈留专区), и уезды Ланьфэн и Каочэн вошли в его состав. В 1952 году Специальный район Чэньлю был присоединён к Специальному району Чжэнчжоу (郑州专区). В 1954 году уезды Ланьфэн и Каочэн были объединены в уезд Ланькао. В 1955 году власти Специального района Чжэнчжоу переехали в Кайфэн, и он был переименован в Специальный район Кайфэн (开封专区). В 1970 году Специальный район Кайфэн был переименован в Округ Кайфэн (开封地区). В 1983 году Округ Кайфэн был расформирован, и уезд перешёл в подчинение властям Кайфэна.
1 января 2014 года уезд Ланькао был выведен из состава Кайфэна и подчинён напрямую властям провинции Хэнань.

## Административное деление
Уезд делится на 5 посёлков и 11 волостей.

## Экономика
Ланькао является крупным центром производства музыкальных инструментов из древесины местных сортов павлонии, в том числе резонансных дек. По состоянию на 2024 год в уезде работало более 200 предприятий, производящих музыкальные инструменты, на которых работало около 18 тысяч человек. В Ланькао изготавливаются более 20 видов традиционных китайских инструментов, таких как гучжэн, гуцинь и пипа.  Инструменты из Ланькао экспортируются более чем в 40 стран мира, включая США, Сингапур и Малайзию.